# Harter Schlössel
Das ehemalige Harter Schlössel (auch Schloss Hart, Hartschlössl, Hart, Hof zu Hart, Veste Hart) war der einzige Herrensitz in der heutigen Marktgemeinde Naarn im Machlande in Oberösterreich. Es wurde Ende des 18. Jahrhunderts wegen Baufälligkeit abgebrochen. In der Gemeinde erinnern heute noch die Straßenbezeichnungen Hartfeld, Schlösslweg, Schlösslwiese und Teichweg an die Existenz diese Schlössels.

## Beschreibung
Das Schlössel Hart befand sich knapp einen Kilometer nordwestlich der Pfarrkirche Naarn in der Katastralgemeinde Naarn auf einem erhöhten Hausberg am Rande der Hochwasser-Überflutungsfläche im Bereich der Hochwasser-Anschlaglinie. Das Schlössel, neu erbaut um 1550, war umgeben von Ringmauer, Graben und Lustgarten. 1603, beim Verkauf an Georg Erasmus von Tschernembl, gehörten zum Schloss noch 70 Untertanengüter (in den Ämtern Arbing und Naarn), Niederwildjagd (Reißgejaid), Fischwasser auf der Aist, Maut, Wein- und Bierhandel (Fürlage) und Wirtshaus (Taverne). Der Meierhof in Naarn war schon vor 1603 verkauft worden.
Vom Schlössel erhalten blieb lediglich die Substruktion. Noch gut erkennbar sind das Hausbergplateau (Durchmesser ~ 50 m) und südliche Teile des Grabens. Im Süden liegt die Grabensohle noch immer ~ 3 m unter dem Plateau. Das auf dem Plateau erbaute Nachfolgebauwerk ist das Häuschen Naarn Nr. 9, das später die Nr. 39 erhielt und heute die Adresse Schlösslweg Nr. 18 hat.

## Geschichte
Eine frühmittelalterliche Burganlage wurde wahrscheinlich nach den Ungarneinfällen in der Zeit zwischen 900 und 1000 errichtet. Vermutlich trug das plateauartige Erdwerk damals eine mächtige Umzäunung aus Holz (Palisaden) und einen höheren Schauturm aus Holzbalken. Über die Besitzer fehlen in den ersten zwei Jahrhunderten freilich verlässliche Informationen.
Eine erste historisch fassbare Familie, die Harter auf dem Harthof, nannten das Gehöft Hartenstein. Der Harthof gehörte ursprünglich zum Einflussbereich der Herren von Perg. Im 12. und 13. Jahrhundert werden Männer von Hart mehrfach als Zeugen angeführt, unter ihnen auch Freiherr Ulich von Hart (zwischen 1227 und 1234), der den Ansitz zu dem befestigten Hartschlössel ausbaute. 1234 folgten Chunrad und 1276 Herwort von Hart als Inhaber eines landesfürstlichen Lehens.
1280 ging die Veste Hart an die Herren von Mitterberg, Ulrich I. und Leutold I. von Mitterberg. 1314 und 1317 fungierte Chunrad II. von Mitterberg zu Hart als Rechtszeuge. Ulrich III. dürfte mangels Erben sein Besitztum aufgegeben haben. 1360 wurde Eberhart I. von Kapellen zunächst Pfandeigentümer und dann Besitzer des Hofes zu Hart. Er ließ 1368 Fischteiche rings um das Hartschlössel auf den Teichtwiesen anlegen. 1381 erbten die Nachkommen seines Bruders das Schlössel. Letzter Kapeller als Besitzer vom Schlössel war Eberhart III. von Kapellen, der 1406 verstarb.
Die Herrschaft Hart, die zu diesem Zeitpunkt bereits zu Schwertberg inkorporiert war, kam in den Besitz von Dorothea von Kapell, die Hartneid V. von Liechtenstein geheiratet hatte.
1452 erhielt Simon Volkra, Schaffer von Freistadt die Veste Hart von 1432 bis 1436 als Lehen von den Liechtensteinern. Um 1485 gelangte die Veste Hart an Magdalene Schirmerin und Hanns Radlbrunner. Während des 16. Jahrhunderts befand sich Hart im Besitz protestantischer Familien, beispielsweise der Familie Geyer zu Osterburg.
| von  | bis  | Namen                                                          |
| ---- | ---- | -------------------------------------------------------------- |
|      | 1280 | Freiherren von Hart (u. a. Ulrich, Chunrad, Herwort „de Hard“) |
| 1280 | 1360 | Herren von Mitterberg                                          |
| 1360 | 1406 | Herren von Capellen                                            |
| 1410 | 1485 | Die Liechtensteiner                                            |
| 1485 | 1500 | Magdalena Schirmer                                             |
| 1500 | 1598 | Geyer von Geyersperg (Osterburg)                               |
| 1598 | 1603 | Gregor von Bornimb                                             |
| 1603 | 1620 | Georg Erasmus von Tschernembl                                  |
| 1622 | 1644 | Leonhard Helfried von Meggau                                   |
| 1644 | 1675 | Heinrich Wilhelm von Starhemberg                               |
| 1676 | 1748 | Grafen von Kuefstein                                           |
| 1749 | 1789 | Grafen von Thürheim                                            |

Um 1598 erwarb der auf dem Schloss Außenstein ansässige Protestant Gregor Hack von Bornimb die Veste Hart samt den zwei ertragreichen Ämtern Naarn und Arbing und verkaufte diese 1603 an Georg Erasmus von Tschernembl um 25.000 Gulden weiter. Dieser war Calviner und wegen der Teilnahme an der böhmischen Konföderation 1620 flüchtig. Alle seine Güter wurde konfisziert und 1622 nach Durchführung einer Schätzung zu niedrigem Preis an den Katholiken Leonhard Helfried von Meggau verkauft. Dieser verstarb 1644 ohne Erben. Das Hartschlössel stand von 1644 bis 1675 im Besitz des Grafen Heinrich Wilhelm von Starhemberg. In dieser Zeit entstand 1674 der Kupferstich Nr. 71 des Georg Matthäus Vischer. 1676 übernahm Graf Lobgott von Kuefstein zu Greillenstein, Weidenholz und Hartheim nach der Vermählung mit Gräfin Maria Anna von Starhemberg auch Hart. 1682 entstand das Harter Taiding (Gewohnheitsrecht). Von 1700 bis 1728 war Graf Ehrgott Maximilian von Kuefstein Besitzer, danach bis 1748 dessen Schwester, Gräfin Maria Franziska von Kuefstein.
Nächster Besitzer war Graf Gundacker Josef von Thürheimer, der 1778 seinen überschuldeten Besitz an seine Gemahlin Maria Dominika Gräfin von Thürheim verkaufte und 1789 auf der Flucht vor seinen Gläubigern im Ausland verstarb. Gegen Ende des 18. Jahrhunderts wurde das baufällige Schlössel abgebrochen und die Liegenschaften verkauft.

## Heute
Die Liegenschaft Schlösslweg Nr. 18 mit dem Hausbergplateau hat eine Gesamtfläche von 2.742 Quadratmetern. Sie wird landwirtschaftlich genutzt. Das dort bestehende Häusl (Sölde) entstand 1762 aus Abbruchmaterial. Kellerraum ist älter. Seit 1990 gilt die gesamte Liegenschaft als Einheit im öffentlichen Interesse und steht unter Denkmalschutz (Listeneintrag).

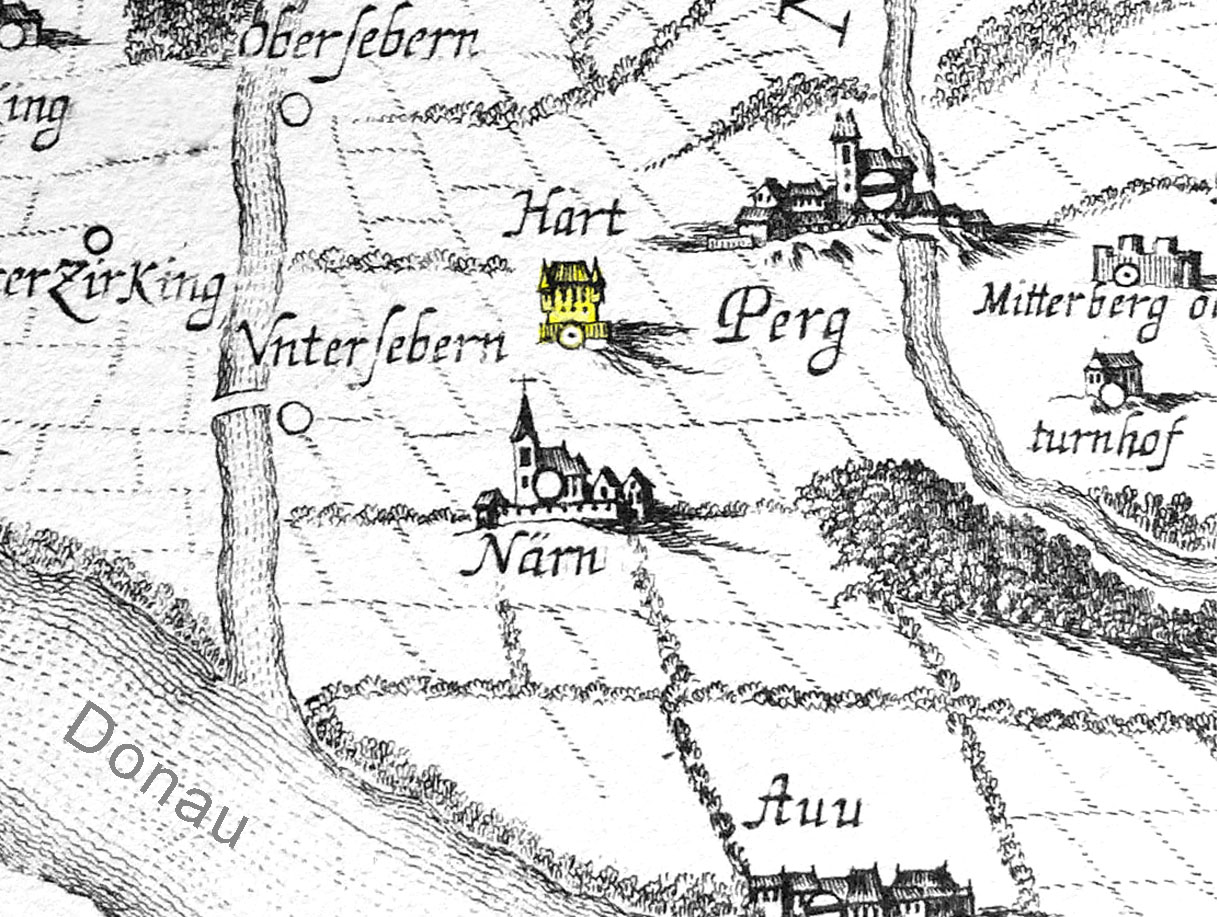
Landkarte 1667
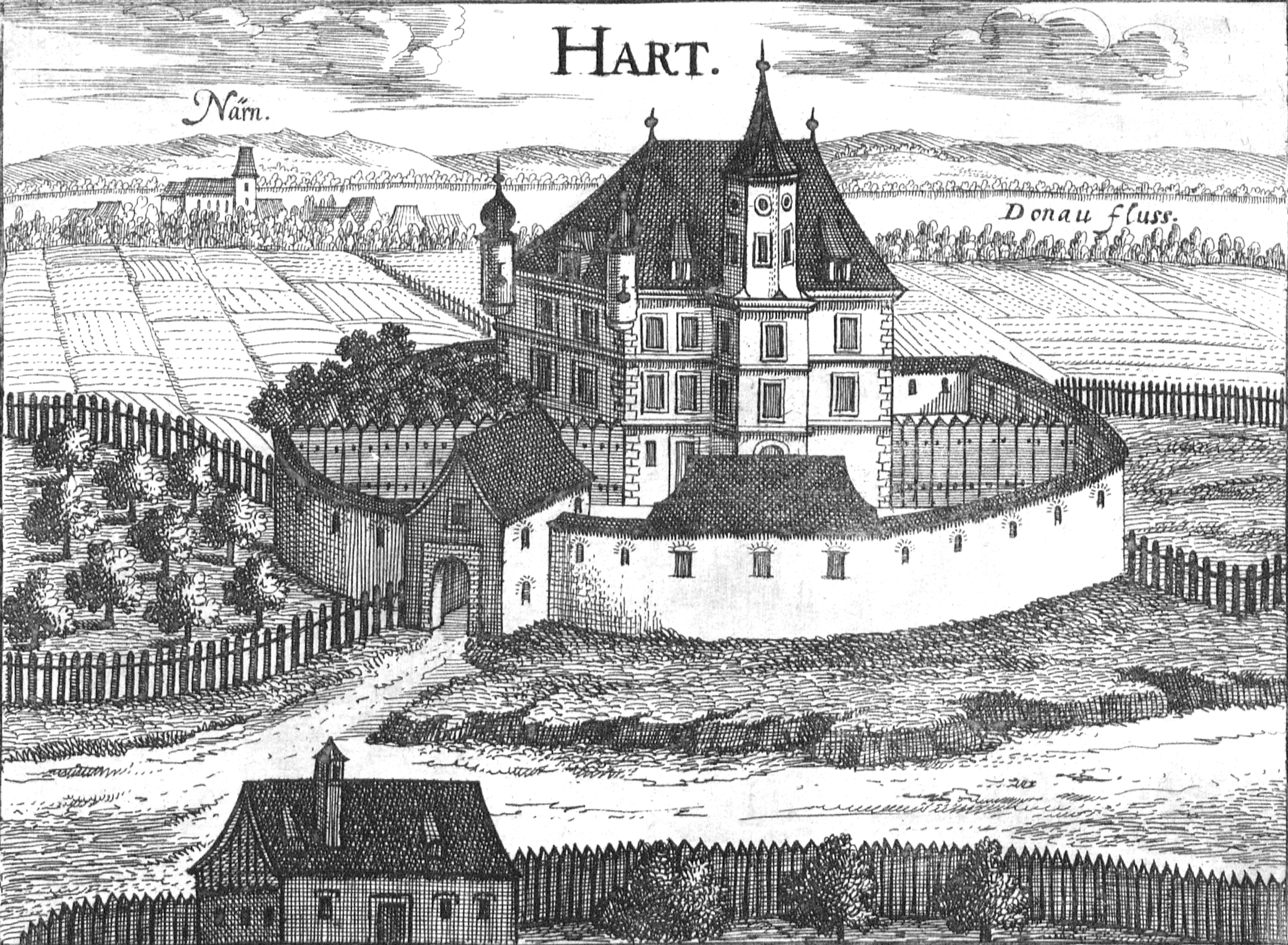
Ansicht von Norden 1667
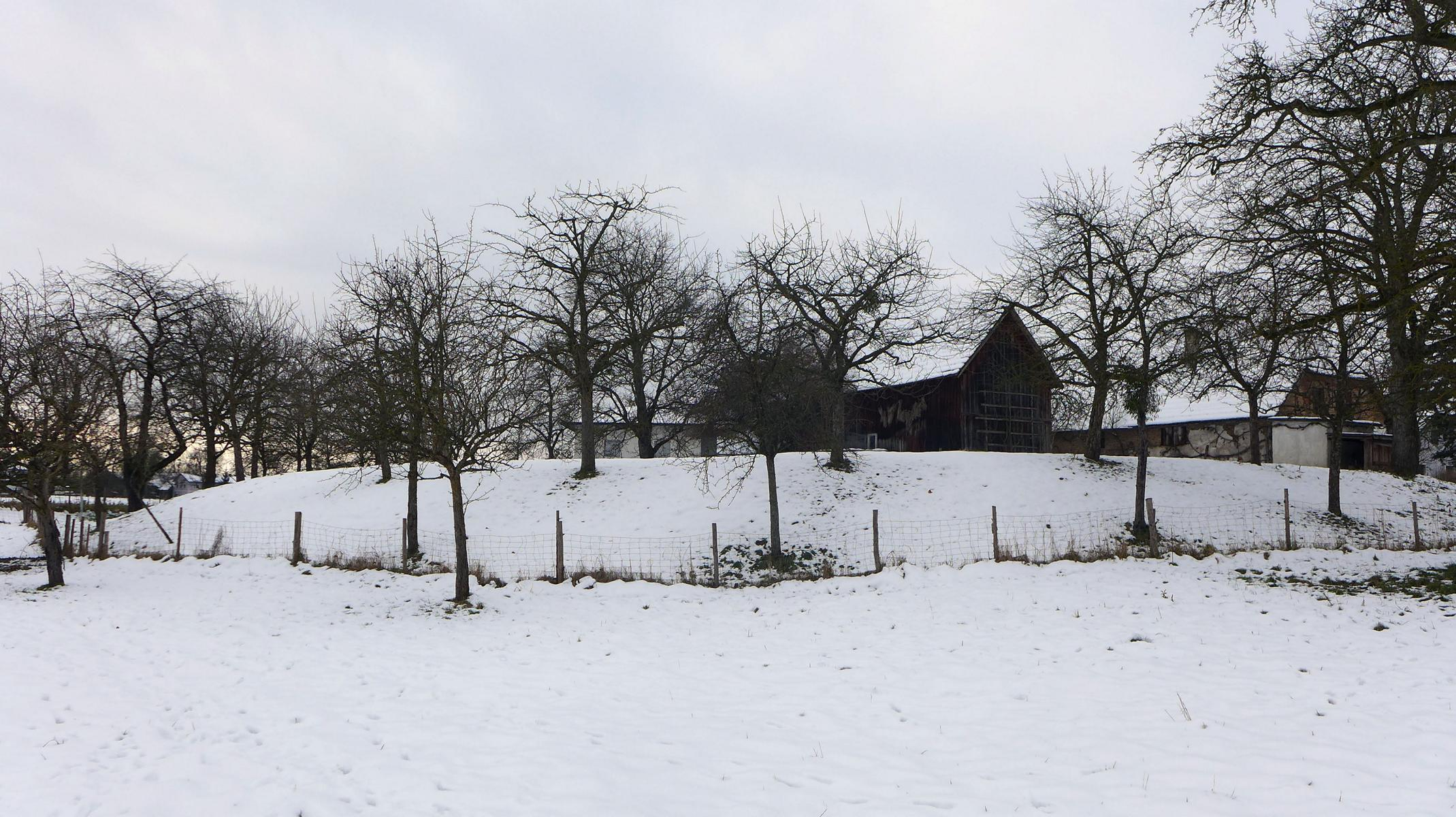
Substruktion von Osten. Jänner 2021
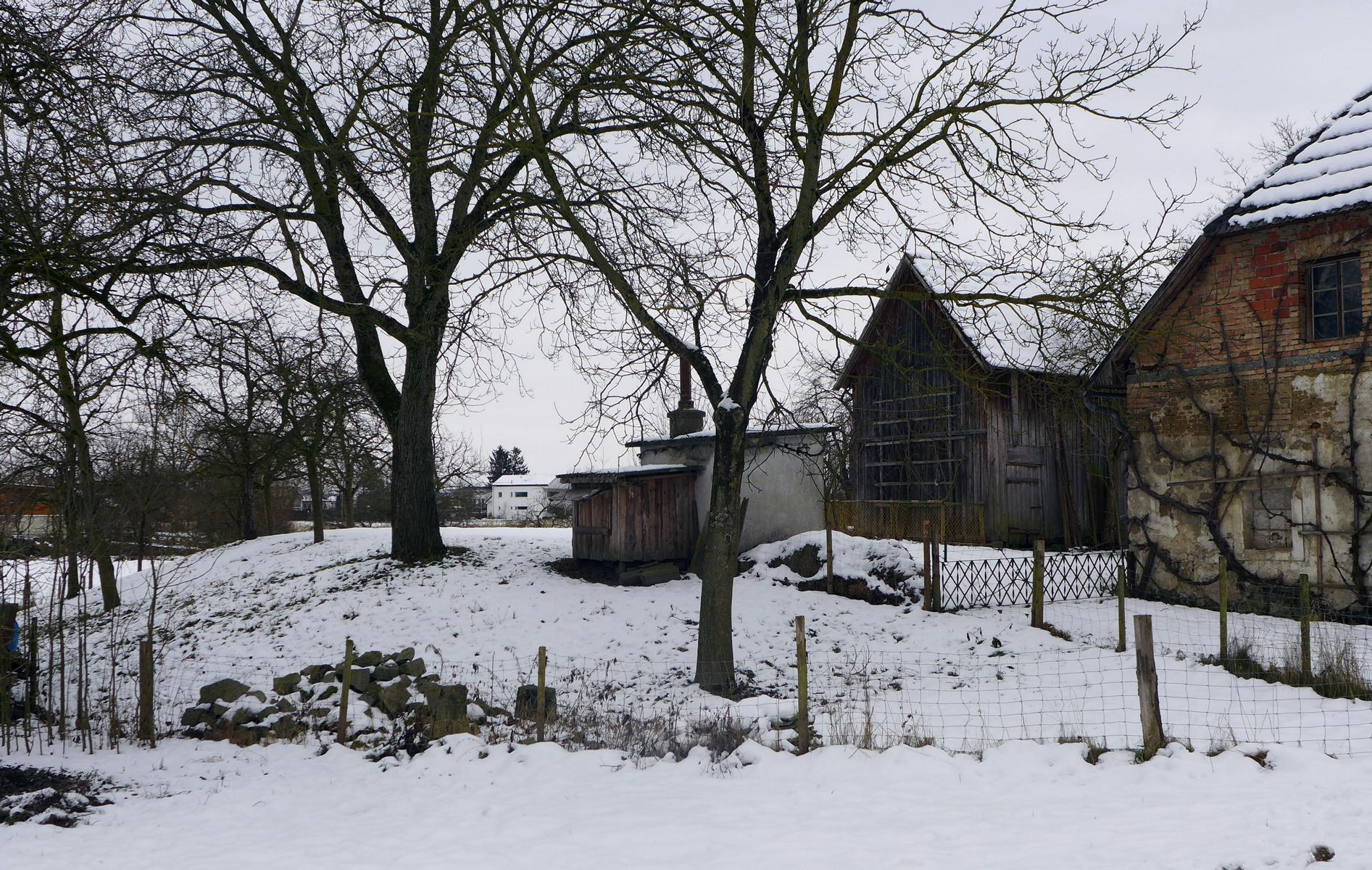
Substruktion von Norden. Einfahrtsweg. Jänner 2021